# Roeselare
Roeselare (in fiammingo Roeseloare, in francese Roulers) è una città e comune di 59 714 abitanti, situato nella provincia fiamminga delle Fiandre Occidentali. Il comune di Roeselare è formato dal 1977 dall'unione di Roeselare, Beveren, Oekene e Rumbeke.
Il nome Roeselare ha origini germaniche; in neerlandese "roes" significa giunco e "laar" dà l'idea di un luogo aperto, e dunque Roeselare significa "un luogo aperto al giunco".

## Storia
Roeselare è attestata per la prima volta nell'822, come "Roslar". Ottenne il diritto a cingersi di mura e a tenere un mercato nel 957. Nel 1250 le venne riconosciuto il titolo di città con vari privilegi.
Molti palazzi storici, per esempio il Piccolo Castello (Belfort) e una grande sala delle vendite situata nella Piazza del Mercato (1260), sono oggi scomparsi a causa di numerose catastrofi. Nel Medioevo era molto difficile da difendere in quanto non erano più presenti fortificazioni.
La città fu saccheggiata due volte dall'esercito austriaco (1488 e 1492), e subì una rivolta iconoclasta il 26 agosto 1566. Durante la guerra dei 24 anni, la fiorente industria dei drappi fu messa in crisi per la mancanza di materia prima. In seguito, Roeselare conobbe un periodo di povertà.
Nel 1609 un armistizio di dodici anni permise a Roeselare di vivere un nuovo periodo di prosperità fino ad una nuova guerra nel 1640. A causa della pace di Nimega (1678), Roeselare divenne parte della Francia e della zona di frontiera. Inoltre, a Roeselare vivevano molti contrabbandieri. Lo stato cittadino delle finanze pubbliche era disastroso e dunque non si trovarono più i soldi per riparare la sala delle vendite. Le conseguenze furono gravi: il Piccolo Castello crollò il 30 ottobre 1704 e la Torre del castello, cadendo, distrusse la maggior parte della sala delle vendite. Con le macerie, se ne costruì una più piccola che bruciò miserabilmente nel 1749. I sotterranei di questo edificio se trovano ancora sotto la piazza del Mercato.

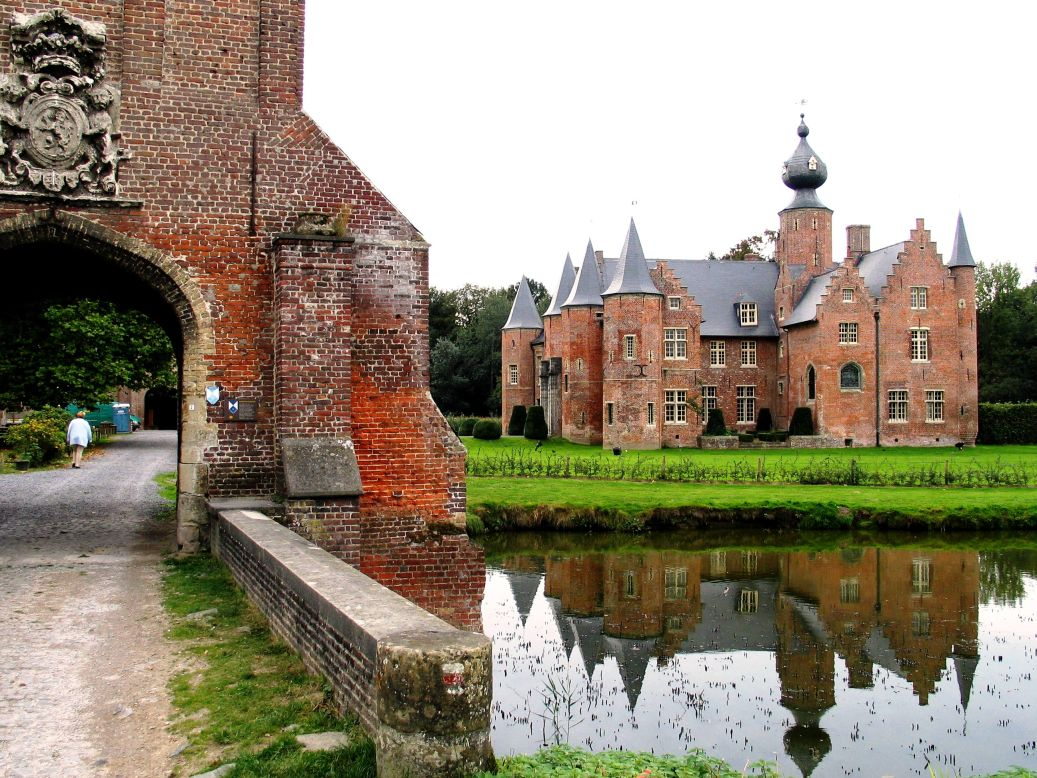
Castello di Rumbeke

Malgrado le catastrofi che Roeselare ha conosciuto, la chiesa di Saint-Michel permane in buono stato. Tuttavia, la torre crollò il 19 gennaio 1735 a seguito di un forte temporale; fu poi ricostruita.
Dopo la famosa battaglia di Waterloo, la città passò ai Paesi Bassi fino all'indipendenza del Belgio nel 1830. L'indipendenza portò la città alla povertà. Fortunatamente, la situazione migliorò grazie alla costruzione della linea ferroviaria Courtrai - Bruges (1838) dopo l'invenzione della macchina a vapore. Dal 1863 al 1872 fu scavato il canale della città, il cosiddetto canale Roeselare-Lys. Questo diede impulso a una forte rinascita economica.
Il 28 luglio 1875 ebbe luogo la cosiddetta « De Groote Stooringe », una rivolta studentesca contro l'utilizzo della lingua francese nelle scuole. L'azione si ispirava a Albrecht Rodenbach. « De Groote Stooringe » è da qualche anno la festa culturale di Roeselare.
Durante la prima guerra mondiale la città soffrì degli assedi dell'artiglieria alleata. Non appena la ricostruzione della città fu ultimata, scoppiò la seconda guerra mondiale. La città fu liberata dall'esercito polacco.
Negli anni ottanta fu costruita una nuova stazione ferroviaria con due tunnel che sostituiscono quattro passaggi a livello.

## Economia
Oggi Roeselare è una città a vocazione commerciale concentrandosi soprattutto sull'industria elettronica e quella agroalimentare.

## Cultura
Per gli aspetti culturali vanno segnalati: il centro culturale « De Spil », il Museo della bicicletta e del ciclismo, due accademie d'arte: S.A.S.K. e Ardriaen Willaert, la chiesa di Saint-Michel, il Municipio, il castello di Rumbeke, la brasserie Rodenbach.

## Parchi
È anche una città ricca di verde, con zone pubbliche (Rondekom, Kleine Bassin, Grote Bassin/Sint-Sebastiaanspark, Sterrebos, Kleiputten) e tre villaggi rustici "città-giardino.

## Sport
La principale squadra di pallavolo maschile della città è il Volleyteam Roeselare, vincitrice, a livello nazionale, di otto campionati, otto Coppe del Belgio e sette Supercoppe, e, a livello internazionale, una Coppa CEV.
Nel calcio maschile la squadra più rilevante è il Koninklijke Sport Vereniging Roeselare, che gioca le sue partite nello Stadio Schiervelde.
Da ricordare tra i suoi cittadini il ciclista Freddy Maertens che tra gli anni '70 e anni '80 fu uno dei più forti professionisti, vincitore di due campionati del mondo e della Vuelta nel 1977.

## Infrastrutture e trasporti
I collegamenti sono rappresentati dalla stazione ferroviaria moderna sulla linea Lilla - Courtrai - Bruges - Ostenda. Nei pressi dell'autostrada A17/E403 Tournai / Courtrai - Bruges (a un'ora da Bruxelles e a 30 minuti da Lilla in Francia): tre uscite (6, 7 e 8).

## Società

### Religione
Il Klein Seminarie Roeselare al centro della città è un'istituzione molto conosciuta grazie ai tre capifila del movimento fiammingo: Guido Gezelle, Hugo Verriest e Albrecht Rodenbach, all'epoca di Napoleone.

### Tradizioni e folclore
La statua di Peegie (Botermarkt) è la mascotte della città e simboleggia la "malizia" e lo spirito commerciale degli abitanti della città.
Altri appuntamenti interessanti ai fini turistici sono: La Braderia (de Batjes), il Notturno (de Winkelnacht), la Settimana Internazionale (de Internationale Week), il mercato settimanale (il lunedì mattina), il mercato del 1º maggio, il mercato di Pentecoste (Sinksenmarkt), le fiere (Kermissen), il Carnevale Happenings (Meensesteenweg, Westlaanpromenade), la fiera espositiva (de Jaarbeurs), l'Entrata di San Nicola (de Intrede van Sinterklaas).